# Domaslovec
 Domaslovec  falu Horvátországban Zágráb megyében. Közigazgatásilag Szamoborhoz tartozik.

## Fekvése
Zágrábtól 16 km-re nyugatra, községközpontjától 3 km-re keletre az A3-as autópálya mellett fekszik.

## Története
1857-ben 185, 1910-ben 332 lakosa volt. Trianon előtt Zágráb vármegye Szamobori járásához tartozott. 2011-ben 939 lakosa volt.

## Lakosság
| Lakosság változása | Lakosság változása | Lakosság változása | Lakosság változása | Lakosság változása | Lakosság változása | Lakosság változása | Lakosság változása | Lakosság változása | Lakosság változása | Lakosság változása | Lakosság változása | Lakosság változása | Lakosság változása | Lakosság változása | Lakosság változása |
| ------------------ | ------------------ | ------------------ | ------------------ | ------------------ | ------------------ | ------------------ | ------------------ | ------------------ | ------------------ | ------------------ | ------------------ | ------------------ | ------------------ | ------------------ | ------------------ |
| 1857               | 1869               | 1880               | 1890               | 1900               | 1910               | 1921               | 1931               | 1948               | 1953               | 1961               | 1971               | 1981               | 1991               | 2001               | 2011               |
| 185                | 196                | 223                | 275                | 315                | 332                | 342                | 397                | 490                | 495                | 500                | 600                | 577                | 692                | 835                | 939                |

## Nevezetességei
Krisztus Király tiszteletére szentelt új plébániatemploma.

## Külső hivatkozások
- Szamobor hivatalos oldala
- Szamobor város turisztikai egyesületének honlapja